# Réka Forika
Réka Forika, născută Ferencz (n. 29 martie 1989, Gheorgheni, Harghita, România), este o biatlonistă română.

## Biografie
Ea face parte din minoritatea etnică maghiară. În echipa națională din 2006, a obținut primul rezultat important din carieră câștigând proba individuală la Campionatele Mondiale de juniori din 2010, ceea ce i-a adus calificarea la Jocurile Olimpice de la Vancouver. La Jocurile de la Vancouver, s-a clasat pe locul 74 în proba individuală și pe locul 10 în ștafetă.

## Palmares

### Jocurile Olimpice de iarnă
| Ediție                                    | Individual | Sprint | Urmărire | Start în masă | Ștafetă |
| ----------------------------------------- | ---------- | ------ | -------- | ------------- | ------- |
| Jocurile Olimpice 2010 Canada - Vancouver | 74         | —      | —        | —             | 10      |

### Campionatele Mondiale
| Ediție                                       | Individual | Sprint | Urmărire | Start în masă | Ștafetă       | Ștafetă mixtă |
| -------------------------------------------- | ---------- | ------ | -------- | ------------- | ------------- | ------------- |
| Mondialele 2011 Rusia - Hantî-Mansiisk       | 72         | 82     | -        | -             | -             | 22            |
| Mondialele 2012 Germania - Ruhpolding        | 31         | 58     | 51       | -             | 20            | -             |
| Mondialele 2013 Cehia – Nové Město na Moravě | 59         | 51     | 41       | -             | descalificare | 20            |
| Mondialele 2015 Finlanda – Kontiolahti       | 74         | 89     | -        | -             | 14            | -             |
| Mondialele 2016 Norvegia – Oslo              | 89         | -      | -        | -             | descalificare | -             |

### Cupa Mondială
| Sezon     | Clasament general final | Sprint | Urmărire | Individual | Start în masă |
| --------- | ----------------------- | ------ | -------- | ---------- | ------------- |
| 2009-2010 | 99                      | -      | -        | 74         | -             |
| 2011-2012 | 82                      | 85     | -        | 55         | -             |
| 2012-2013 | 84                      | -      | 73       | 58         | -             |
| 2013-2014 | 70                      | 62     | 70       | -          | -             |

### Campionatele Mondiale de biatlon de vară
Medalie de bronz la ștafeta mixtă în 2015.

### Campionatele Europene de juniori
Medalie de bronz la ștafetă în 2008 și 2009.